# New Augusta
New Augusta és una població dels Estats Units a l'estat de Mississipi. Segons el cens del 2000 tenia 715 habitants.

## Demografia
Segons el cens del 2000, New Augusta tenia 715 habitants, 252 habitatges, i 190 famílies. La densitat de població era de 53,5 habitants per km².
Dels 252 habitatges en un 42,1% hi vivien nens de menys de 18 anys, en un 49,6% hi vivien parelles casades, en un 19,8% dones solteres, i en un 24,6% no eren unitats familiars. En el 21,4% dels habitatges hi vivien persones soles el 6% de les quals corresponia a persones de 65 anys o més que vivien soles. El nombre mitjà de persones vivint en cada habitatge era de 2,74 i el nombre mitjà de persones que vivien en cada família era de 3,21.
Per edats la població es repartia de la següent manera: un 31,5% tenia menys de 18 anys, un 10,6% entre 18 i 24, un 30,3% entre 25 i 44, un 19,6% de 45 a 60 i un 8% 65 anys o més.
L'edat mediana era de 31 anys. Per cada 100 dones de 18 o més anys hi havia 100,8 homes.
La renda mediana per habitatge era de 27.500 $ i la renda mediana per família de 31.477 $. Els homes tenien una renda mediana de 28.750 $ mentre que les dones 17.917 $. La renda per capita de la població era de 13.333 $. Entorn del 19% de les famílies i el 19,9% de la població estaven per davall del llindar de pobresa.

## Poblacions més properes
El següent diagrama mostra les poblacions més properes.